# WASP-13
WASP-13은 살쾡이자리 방향에 있는 항성이다. 이 별은 태양과 중원소함량 및 질량은 비슷하나 좀 더 뜨겁다. 나이는 태양보다 더 늙었을 가능성이 커 보인다. SIMBAD 데이터베이스에 따르면 이 별은 1997년 최초로 발견되었으며 슈퍼WASP 프로젝트의 목표 대상으로 지정되어 2006년부터 관측이 이루어졌다. 이 별에 대한 추가 연구로 2008년 외계 행성 WASP-13b가 발견되었으며 이듬해 논문이 출판되었다.

## 관측 역사

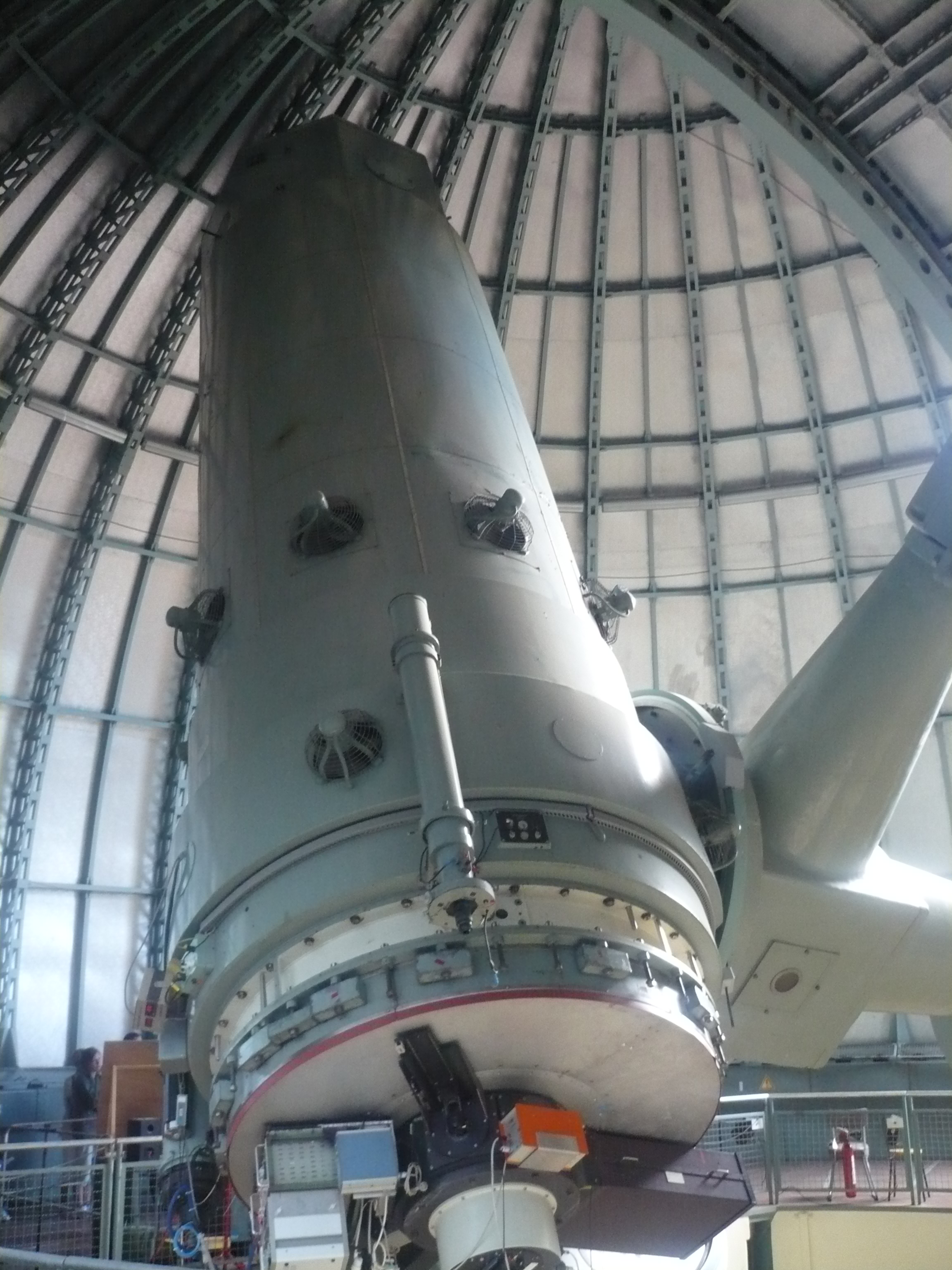
오트 프로방스 천문대(Haute-Provence Observatory)에 설치된 망원경. WASP-13의 시선속도를 측정한바 있다.

SIMBAD에 따르면 WASP-13이 최초 발견된 시기는 1997년으로, 하늘 특정 영역에 있는 항성들의 고유운동을 측정하던 중 이 별을 발견했다. 2006년 11월부터 2007년 4월 1일까지 캐너리 섬 소재 슈퍼 WASP-북부 망원경으로 WASP-13을 관측했으며 여기에서 나온 데이터로부터 행성 하나가 별을 돌고 있다고 추정했다.
스코틀랜드 소재 제임스 그레고리 망원경을 이용하여 영국, 스페인, 프랑스, 스위스, 미국 천문학자들로 구성된 연구진이 이 별을 보다 자세히 연구하였다. 근처 밝은 별 HD 80408과 밝기를 비교하여 이 별의 광도곡선을 보다 자세히 정의할 수 있었다. 프랑스 소재 오트-프로방스 천문대의 SOPHIE 회절격자를 써서 나온 WASP-13의 스펙트럼 자료를 여기에 조합하여 항성의 시선속도를 알아냈다. 노르딕 광학 망원경의 Fibre-Fed 회절격자로 스펙트럼을 추가 수집하여 항성의 물리적 특징을 정의할 수 있었다. 2008년 SOPHIE의 데이터를 이용하여 행성 WASP-13b를 발견하였으며 논문은 이듬해에 출판되었다.
SIMBAD 저장소 자료에 따르면 WASP-13은 발견으로부터 2010년까지 10개 이상의 논문에 등장하였다.

## 물리적 특징
WASP-13은 태양 비슷한 G형 주계열성으로 살쾡이자리 방향으로 지구로부터 약 509 광년 떨어져 있다. 겉보기 등급은 10.42로 지구상 관측자가 맨눈으로는 볼 수 없다. 대기의 유효 온도는 5826 K으로 태양보다 뜨겁다. 그러나 중원소함량 [Fe/H](헬륨보다 무거운 물질이 항성 대기에 포함되어 있는 비율)는 대략 0으로 태양과 비슷하다. 표면 중력은 4.04 km/s2이며 자전속도는 최대 초당 4.9 킬로미터이다.
WASP-13의 질량은 태양보다 3% 크며 반지름은 34% 크다. 대기 중 리튬 함량으로 추정해 보면 이 별은 갖고 있던 헬륨을 모두 태웠고 현재 중심핵 주변 껍질부에서 리튬을 태우고 있다. 이로부터 별의 나이를 약 85억 년으로 추정하는데 태양의 두 배 정도이다. 다만 이 값은 항성의 나이를 추정하는 방법이 불완전하여 44억 ~ 140억 년 사이에서 다양하다.

## 행성계
이 별을 돌고 있는 행성 WASP-13b는 어머니 별과 약 0.0527 AU 떨어져 있는데 이는 태양과 지구 거리의 약 5.27% 정도이다. 가까이 붙어 돌고 있는만큼 공전주기는 지구 시간으로 4.35298 일에 불과하다.(이는 4일 8시간 30분에 해당된다.) 행성의 질량은 목성의 46 퍼센트 정도이며 반지름은 목성보다 21 퍼센트 크다.